# Hayes Carll
Joshua Hayes Carll (9 de enero de 1976), conocido profesionalmente como Hayes Carll, es un cantautor. Originario de The Woodlands, Texas, su estilo de música americana de raíces ha sido destacado por su poesía simple y su sarcástico humor. Ha sido nominado en 2016 a un Grammy para la Mejor Canción Country y la revista American Songwriter le otorgó el galardón de Canción del Año a su tema “Another Like You” en 2011, el mismo año que fue nominado para Artista del Año en los Americana Awards.

## Carrera
Después de publicar su álbum de debut, Flowers & Liquor (2002), Carll fue votado Best New Act de 2002 por la prensa de Houston,. Desde entonces ha sido comparado a otros compositores de Texas como Townes Van Zandt, quién dijo "arruíname y sálvame al mismo tiempo,") y Jerry Jeff Walker. Su álbum Trouble in Mind (2008) fue apreciado por The Village Voice y el tema "She Left Me for Jesus" fue nombrado Canción del Año por la Americana Music Association. Cuatro canciones de Carll aparecieron en el 2010 en la película Country Strong.
Su mayor éxito artístico y comercial hasta la fecha es su cuarto álbum, KMAG YOYO & Otras Historias Americanas (2011). La Americana Music Association lo votó como mejor álbum de 2011, y obtuvo muchos otros premios. Rolling Stone situó el álbum en el Nº 47 en su lista de "50 Álbumes Country Imprescindibles." Después del éxito del álbum Carll dejó Lost Highway Records y se divorció de su mujer. En 2015 vuelve al estudio de grabación con el productor Joe Henry y ha emergido con un nuevo álbum titulado Lovers and Leavers, que se ha publicado en abril de 2016.

## Discografía

### Álbumes
| Título                                        | Fecha                 | Discográfica         | Posicionamientos en listas (EE. UU.) | Posicionamientos en listas (EE. UU.) | Posicionamientos en listas (EE. UU.) | Posicionamientos en listas (EE. UU.) | Posicionamientos en listas (EE. UU.) | Posicionamientos en listas (EE. UU.) |
| Título                                        | Fecha                 | Discográfica         | Country                              | Pop                                  | Folk                                 | Rock                                 | Heat                                 | Indie                                |
| --------------------------------------------- | --------------------- | -------------------- | ------------------------------------ | ------------------------------------ | ------------------------------------ | ------------------------------------ | ------------------------------------ | ------------------------------------ |
| Flowers & Liquor                              | 11 de junio de 2002   | Compadre Records     | —                                    | —                                    | —                                    | —                                    | —                                    | —                                    |
| Little Rock                                   | 8 de marzo de 2005    | Highway 87           | —                                    | —                                    | —                                    | —                                    | —                                    | —                                    |
| Trouble in Mind                               | 8 de abril de 2008    | Lost Highway Records | —                                    | —                                    | —                                    | —                                    | 11                                   | —                                    |
| KMAG YOYO                                     | 15 de febrero de 2011 | Lost Highway Records | 12                                   | 67                                   | —                                    | 17                                   | —                                    | —                                    |
| Lovers and Leavers                            | 8 de abril de 2016    | Thirty Tigers        | —                                    | 105                                  | 4                                    | 14                                   | —                                    | 9                                    |
| "—" indica lanzamientos que no se registraron |                       |                      |                                      |                                      |                                      |                                      |                                      |                                      |